# Incident de Juye

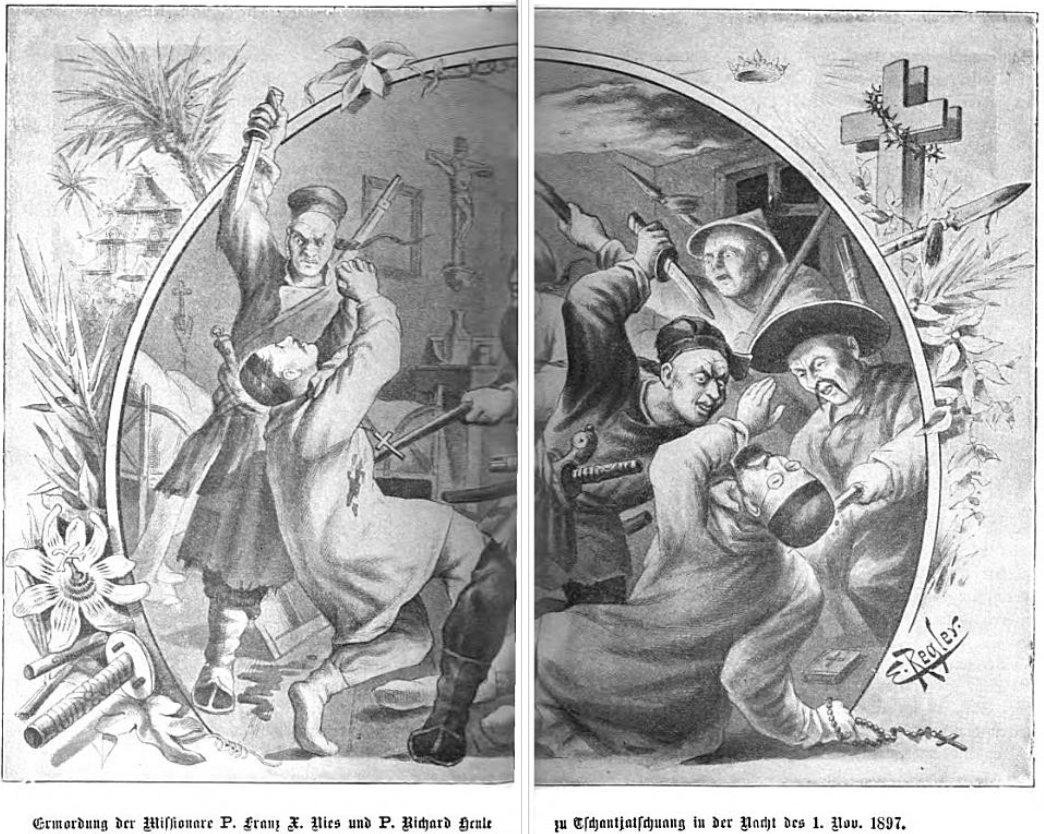
Représentation allemande contemporaine de l'incident de Juye.

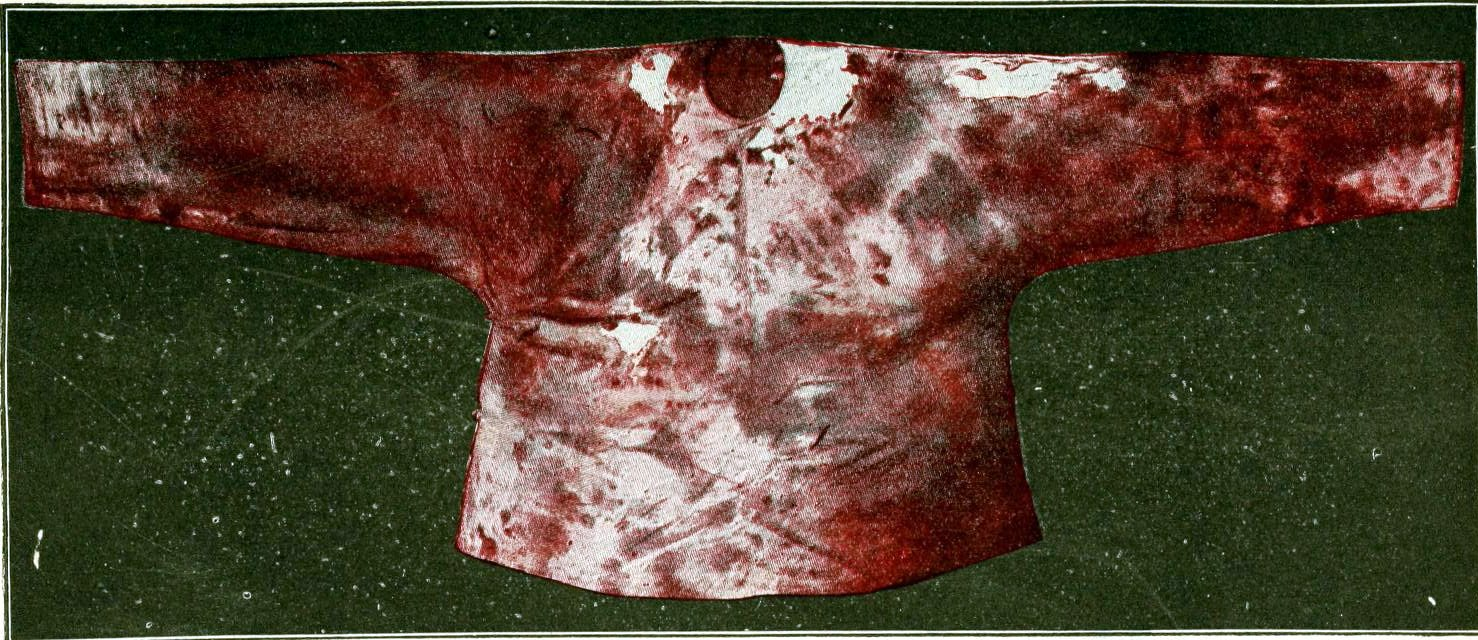
Chemise tachée de sang de Franz Xaver Nies.

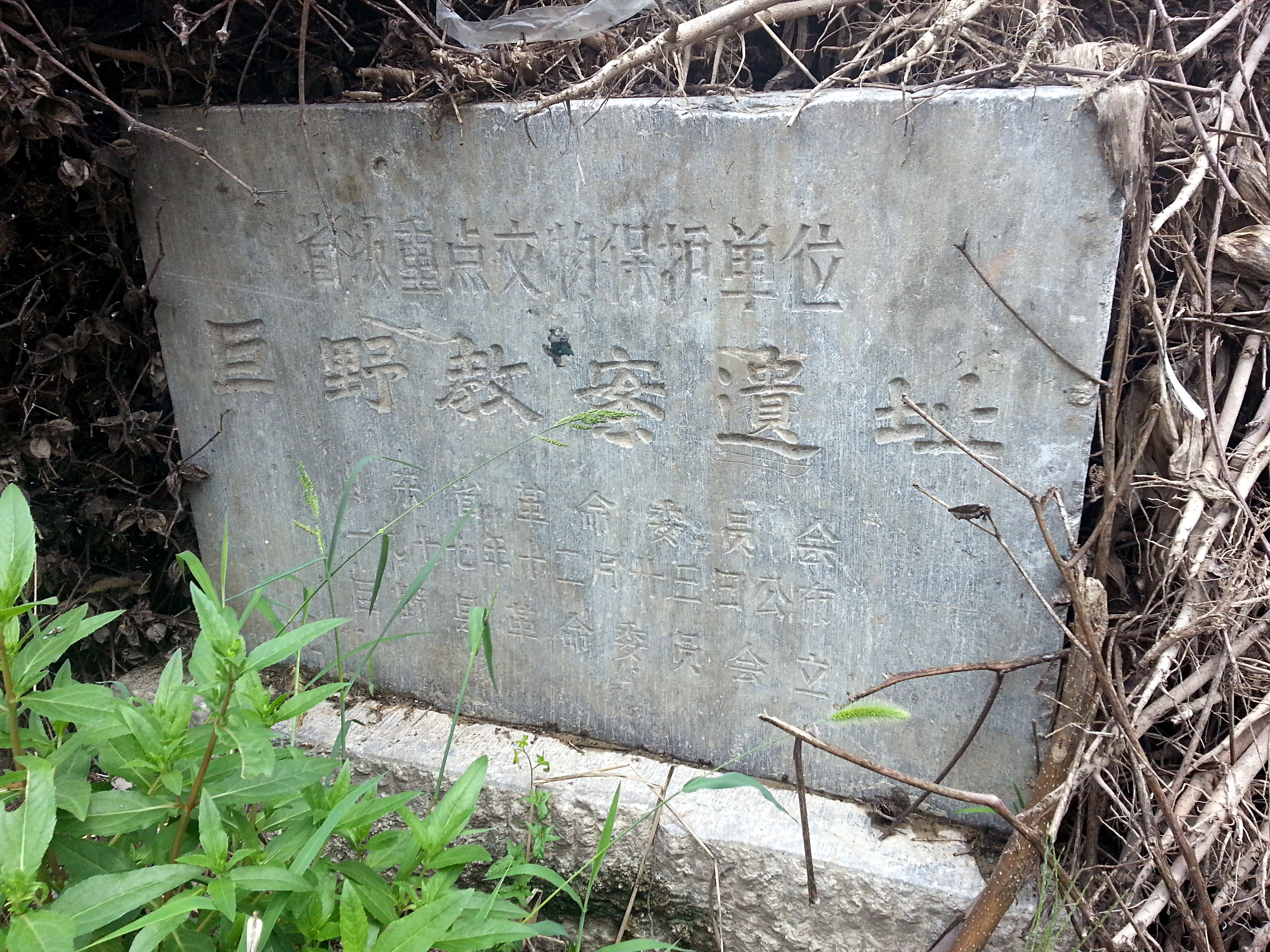
Stèle marquant le site de l'incident.

L'incident de Juye fait référence à l'assassinat de deux missionnaires allemands en 1897 et qui a conduit à l'occupation de Kiautschou par les troupes impériales allemandes, ouvrant ainsi officiellement la politique coloniale allemande en Chine.

## Déroulement
Le 1er novembre 1897, deux missionnaires de la Société du Verbe-Divin, Richard Henle et Franz-Xaver Nies, sont assassinés par une bande armée de vingt ou trente personnes. Georg M. Stenz était le prêtre en poste dans le village de Zhang Jia et les deux autres missionnaires, Henle et Nies, étaient venus lui rendre visite. Stenz décrit les événements de l'incident comme suit: avant de se coucher peu avant minuit, les missionnaires avaient pratiqué la Messe de Requiem (Miseremini mei) pour le Jour des Toutes les Âmes suivant. Stenz avait donné sa chambre à ses invités pour la nuit et s'était installé lui-même dans une chambre de portier vacante. Croyant que la zone était calme, les missionnaires n'ont pris aucune précaution et Stenz a laissé la porte de sa chambre ouverte. Une bande de vingt à trente hommes armés est entrée par effraction dans l'enceinte de la mission peu après que les missionnaires se soient couchés. Ils ont cassé la porte de la pièce où résidaient Henle et Nies et ont tué les deux missionnaires. On a découvert que les deux victimes avaient subi de nombreuses blessures par coups de couteau et étaient toutes les deux décédées peu avant minuit. Les assaillants ont recherché Stenz, mais n'ont pas pu le trouver. Ils se sont retirés lorsque les chrétiens chinois locaux sont arrivés sur les lieux pour aider. On ne sait pas avec certitude qui a commis les meurtres, mais on suppose généralement que l'attaque a été lancée par des membres de la Big Swords Society . Stenz a blâmé l'attaque sur le gardien d'un village voisin (Cao Jia Zhuang, épelé "Tsaotyachuang" par Stenz et situé à environ 10 km au sud du village de Zhang Jia) et a cru que l'attaque était enracinée dans un différend entre le gardien et parents relativement riches qui s'étaient convertis au christianisme et avaient donc refusé de payer pour les fêtes du temple local. 
La réaction officielle ne se fait pas attendre. L'empereur Guillaume II ordonne l'occupation de la baie de Kiautschou. Pour l'Allemagne, l'assassinat des deux missionnaires n'est que le prétexte à une action colonisatrice prévue depuis longtemps. Sous la menace allemande, le gouvernement chinois est forcé de limoger les fonctionnaires de Shandong, y compris le gouverneur Li Bingheng et de construire trois églises catholiques à ses propres frais. La mission qui avait été attaquée reçoit 3000 taels d'argent en compensation pour les bien volés ou endommagés et reçoit le droit de construire sept résidences fortifiées dans les environs, toujours aux frais du gouvernement. Ces accords renforcent le travail des missionnaires dans la province de Shandong et font partie des évènements qui ont conduit à la révolte des Boxers en 1899, un mouvement dirigé contre les chrétiens et la présence étrangère en Chine du nord,.
L'historien Paul Cohen qualifie l'incident de Juye comme « le coin qui ouvrit un processus d'activité impérialiste fortement intensifiée en Chine »,, tandis que Joseph W. Esherick considère que les assassinats de Juye « déclenchèrent une série d'évènements qui transformèrent radicalement le cours de l'histoire chinoise »,.

## Citations en langue étrangère
1. ↑  « the opening wedge in a process of greatly intensified imperialist activity in China. »
2. ↑  « set off a chain of events which radically altered the course of Chinese history. »